# Bur ni Telong
Bur ni Telong je v současnosti nečinný stratovulkán, nacházející se na severozápadě indonéského ostrova Sumatra, na jižním okraji masivu Geureudong, asi 4,5 km od jeho kráteru. V 19. a 20. století bylo zaznamenáno několik menších explozivních erupcí vulkánu.